# Harvey Hook
Harvey Noble Hook (ur. 8 sierpnia 1935,– zm. 14 października 2011 w New Port Richey) – bobsleista reprezentujący Wyspy Dziewicze Stanów Zjednoczonych, olimpijczyk.

## Życiorys
Początkowo Harvey Hook uprawiał rugby oraz interesował się żeglarstwem. W 1980 r. razem z żoną Joan przenieśli się ze Stanów Zjednoczonych na wyspę Saint Thomas. Rozpoczął wówczas budowę i sprzedaż domów i łodzi wyścigowych; zaprzyjaźnił się tam z Johnem Fosterem Seniorem, olimpijczykiem. Pomysł wzięcia udziału w bobslejach na zimowych igrzyskach olimpijskich zrodził się u Fostera i Chrisa Sharplessa, którzy pojechali do Lake Placid przeprowadzić kurs pt.: Wprowadzenie w bobsleje. Przedstawili oni ten kurs Hookowi i kilku innym osobom i nieco później wszyscy razem pojechali do Austrii, aby zdobyć licencję do prowadzenia bobslejów. Międzynarodowa Federacja Bobsleja i Toboganu postanowiła ich wesprzeć finansując im dwa bobsleje o wartości 10 000 dolarów każdy, zaś przyszli bobsleiści zakupili dla siebie m.in. kaski ochronne.
Na igrzyskach w Calgary Harvey Hook wystąpił w konkurencji dwójek w zawodach bobslejowych. Wraz z Chrisem Sharplessem zajął 35. miejsce w dwójkach (38 osad ukończyło zawody, a trzy nie ukończyły). Wyprzedzili oni m.in. inną osadę reprezentującą Wyspy Dziewicze (John Reeve, John Foster). Harvey Hook był najstarszym sportowcem na igrzyskach w Calgary – miał wówczas niespełna 53 lata.
Hook startował też w zawodach Pucharu Świata, jednak bez większych sukcesów.
Hook pojechał też na Zimowe Igrzyska Olimpijskie 1992, jednak był tylko i wyłącznie rezerwowym. Niedługo później przeniósł się razem z żoną do Stanów Zjednoczonych, do miejscowości New Port Richey, gdzie przeszedł na emeryturę i kilkanaście lat później zmarł.
Jego syn David był rezerwowym bobsleistą na igrzyskach w Calgary.
Harvey Hook miał wadę wymowy.